# Mecistogaster
Mecistogaster is een geslacht van libellen (Odonata) uit de familie van de reuzenjuffers (Pseudostigmatidae).

## Soorten
Mecistogaster omvat 11 soort:
- Mecistogaster amalia (Burmeister, 1839)
- Mecistogaster amazonica Sjöstedt, 1918
- Mecistogaster asticta Selys, 1860
- Mecistogaster buckleyi McLachlan, 1881
- Mecistogaster jocaste Hagen, 1869
- Mecistogaster linearis (Fabricius, 1776)
- Mecistogaster lucretia (Drury, 1773)
- Mecistogaster martinezi Machado, 1985 (nomen obscurum)
- Mecistogaster modesta Selys, 1860
- Mecistogaster ornata Rambur, 1842
- Mecistogaster pronoti Sjöstedt, 1918